# Charlie Batch
Charles "Charlie" Batch (5 de dezembro de 1974, Homestead, Pensilvânia) é um ex-jogador profissional de futebol americano estadunidense que atuava como quarterback na National Football League. Batch foi draftado pelo Detroit Lions em 1998 e ele foi campeão da temporada de 2008 da NFL jogando pelo Pittsburgh Steelers.